# San Vicente (sopka)
San Vicente (nebo Chichontepec nebo Las Chiches), je neaktivní stratovulkán, nacházející se v Salvadoru, jihovýchodně od jezera Lago de Ilopango. S výškou 2 182 m je to druhý nejvyšší vulkán v Salvadoru. Převážně andezitový stratovulkán leží na starší kaldeře La Carbonera, zbytky jejích okrajů jsou viditelné na jihozápadní straně vulkánu.
Vulkanická aktivita sopky San Vicente skončila začátkem našeho letopočtu (kolem roku 260), v současnosti jsou aktivní pouze fumaroly a termální prameny na severním a západním úbočí. Jedinou katastrofou byl masivní sesuv půdy způsobený zamětřesením v roce 2001, který si vyžádal i oběti na životech.